# Blackstar Warrior
Blackstar Warrior es una película corta de origen estadounidense creada a modo de parodia o tributo para celebrar el 30 aniversario de «El Imperio Contraataca» . El corto ha sido creado por el director Matthew Haley y el escritor David Walker, y está protagonizada por Leonard Roberts en el papel de Lando, Ire Wardlaw en el de Lava y Jimmy Siokos como Han. Producida por menos de 4.000 dólares, se fingió que la película había sido idea de un cinematógrafo llamado Frederick Jackson Jr. que vio la primera película de Star Wars en 1977 y quiso hacer una versión para una audiencia urbana. Se produjo un falso documental de tres episodios para promocionar la salida del tráiler el 1 de abril de 2010. La salida del corto es inminente.
Producido por Tim Whitcomb y los Indent Studios de Portland, Oregón, la producción no tiene ningún ánimo de lucro.

## Contexto
Los sucesos de Blackstar Warrior tienen lugar un tiempo antes de los acontecimientos retratados en Star Wars (La Guerra de las Galaxias) y solo contiene referencias al argumento de la primera película, aunque el personaje principal, Lando, aparece en «El Imperio Contraataca» .
La historia tiene lugar en un planeta casino de nombre desconocido propiedad de Lando, el Halcón Milenario (antes de que Lando lo perdiera contra Han Solo jugando a las cartas) y a bordo del Malfeasance, un destructor estelar Imperial.

## Argumento
En Blackstar Warrior, Lando es el propietario de un planeta casino que hasta hace poco había sido regido por su mentor Mojo Moonblaster. Mojo desaparece después de perder el casino contra Lando en un juego de cartas. Es entonces cuando Lando asume su la posesión de este. Lando también lleva una pequeña operación de contrabando utilizando su nave, el Halcón Milenario, ya que es más rápida que cualquier otra nave imperial. Su amigo piloto, Han solo, le insiste en que le deje el Halcón para empezar su propia empresa de contrabando a cambio de dividirse los beneficios, al final, Lando accede a la proposición de Han y le deja usar la nave
Después de que Han se vaya, la hija de Mojo, Lava, entra en el casino pidiéndole ayuda a Lando para vengarse contra el Imperio Galáctico por asesinar a su padre quien participó en la Rebelión. Lando, quien no está dispuesto a arriesgarse a que el Imperio le descubra, rechaza a Lava, y esta se marcha para buscar venganza por su cuenta.
Mientras tanto, El capitán Renim del Malfeasance,un destructor estelar, había fracasado en su intento de descubrir la localización de la base rebelde antes de que Mojo muriera tras ser torturado, llega al planeta casino de Lando bajo órdenes de su superior, Darth Vader. Vader, quien captura a Lava cuando llega para matar a Renim, cree que Lando es el heredero de Mojo y por tanto debe saber desde donde actúan los rebeldes.
Renim se enfrenta a Lando con un pelotón de Stormtroopers (Soldados del Imperio), pero no se espera que Lando estuviera dispuesto a empezar una pelea en el bar, lo cual permite que el contrabandista escape. Después de ponerse en contacto con Han solo para que le rescate, Lando encuentra un mensaje holográfico de Lava en su astrodroide (que sospechosamente se parece a Artoo Detoo) la cual le pide ayuda.
Lando, al darse cuenta de que no podía dejarla a manos del Imperio, se infiltra a bordo del Malfeasance, se enfrenta a Vader, junto con un escuadrón femenino de Stormtroopers, y exige la liberación de Lava.
Sin que nadie más lo sepa, Lando ha contactado con la Rebelión y les pide atacar la Malfeasance en un momento determinado previamente establecido, de manera Lando pudiera, con un poco de suerte, aprovecharse de la distracción y liberar a Lava.
Sin que nadie más lo sepa, Lando ha contactado con la Rebelión y les pide atacar la Malfeasance en un momento determinado previamente establecido, de manera Lando pudiera, con un poco de suerte, aprovecharse de la distracción y liberar a Lava.
El ataque se lleva a cabo, Lando libera a Lava, quien entonces desarma al cabeza de los soldados de asalto. Regresan al Halcón y escapan del fuego del Malfeasance así como del ataque de los TIE Fighters, pero son incapaces de hacer el salto a la velocidad de la luz debido a que Han no está familiarizado con los controles. Lando finalmente tira de la palanca correcta, y el Halcón escapa.

## Producción
La producción fue llevada adelante con menos de 4.000 dólares en total debido a la naturaleza no lucrativa de la película. Los Miembros de la asociación de disfraces de Star Wars, la «Legión 501» se encargaron del vestuario.